# باتجغ (باقران)
باتجغ (بالفارسية: باتجگ) هي مستوطنة تقع في إيران في قسم باقران الريفي.